# Măgura Ilvei (gmina)
Măgura Ilvei – gmina w Rumunii, w okręgu Bistrița-Năsăud. Obejmuje miejscowości Arșița i Măgura Ilvei. W 2011 roku liczyła 1821 mieszkańców.